# Semerville

Semerville este o comună în departamentul Loir-et-Cher, Franța. În 1 ianuarie 2018 avea o populație de 99 de locuitori.